# Bistum Coria-Cáceres
Das Bistum Coria-Cáceres (lat.: Dioecesis Cauriensis-Castrorum Caeciliorum) ist eine in Spanien gelegene römisch-katholische Diözese mit Sitz in Coria.

## Geschichte
Bischöfe aus Coria sind schon seit der Spätantike namentlich bekannt; legendär ist vermutlich der 1. Bischof Evasius, der im 4. Jahrhundert bei Casar de Cáceres sein Martyrium erlitten haben soll. Das Bistum Coria-Cáceres wurde im Jahre 1152 durch Papst Eugen III. als Bistum Coria errichtet und dem Erzbistum Santiago de Compostela als Suffraganbistum unterstellt. Am 9. April 1957 wurde das Bistum Coria in Bistum Coria-Cáceres umbenannt. Das Bistum Coria-Cáceres wurde am 28. Juli 1994 dem Erzbistum Mérida-Badajoz als Suffraganbistum unterstellt.

## Weblinks

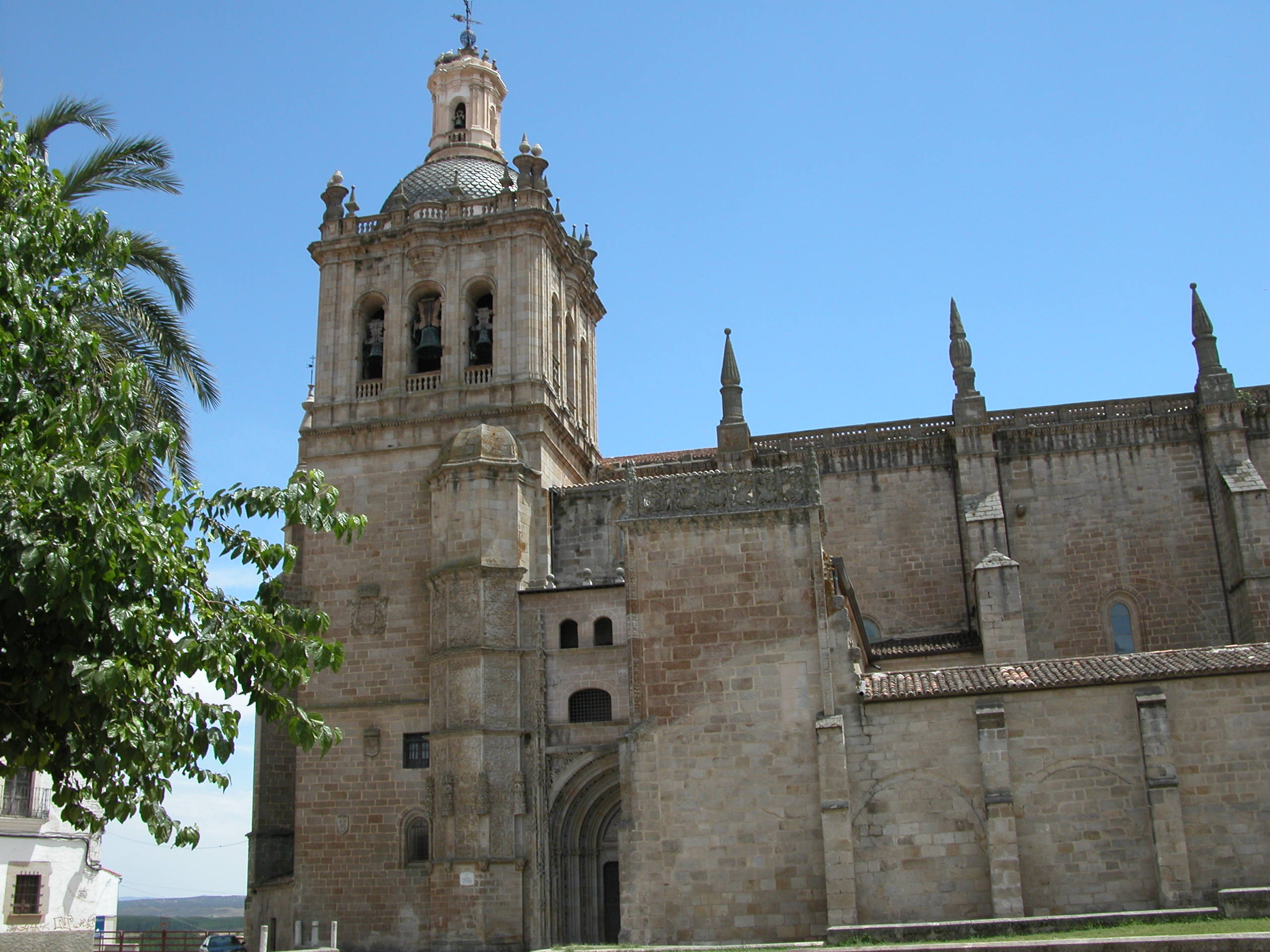
Kathedrale Santa María de la Asunción in Coria